# Jean-Baptiste Colard
Pour les articles homonymes, voir Colard.
Jean-Baptiste Colard  (né à Belfort le 7 septembre 1807- mort à Lure le 23 octobre 1893) est un architecte de Lure (Haute-Saône) qui a contribué à la construction de nombreux édifices publics et religieux dans son département, sous le second Empire : églises, fontaines-lavoirs, mairies.

## Liste non exhaustive de ses conceptions

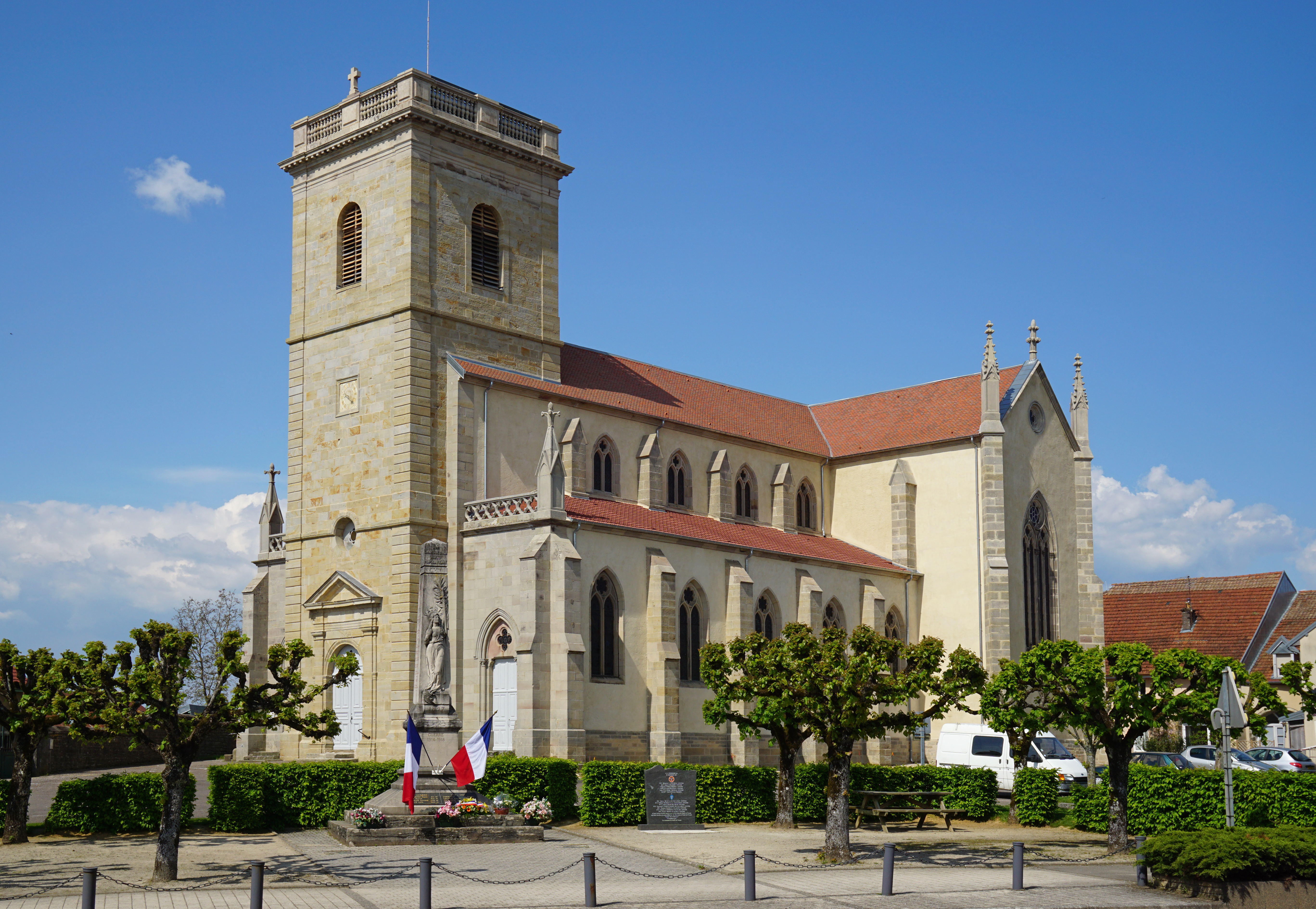
Église Saint-Martin de Saulx.

### Églises

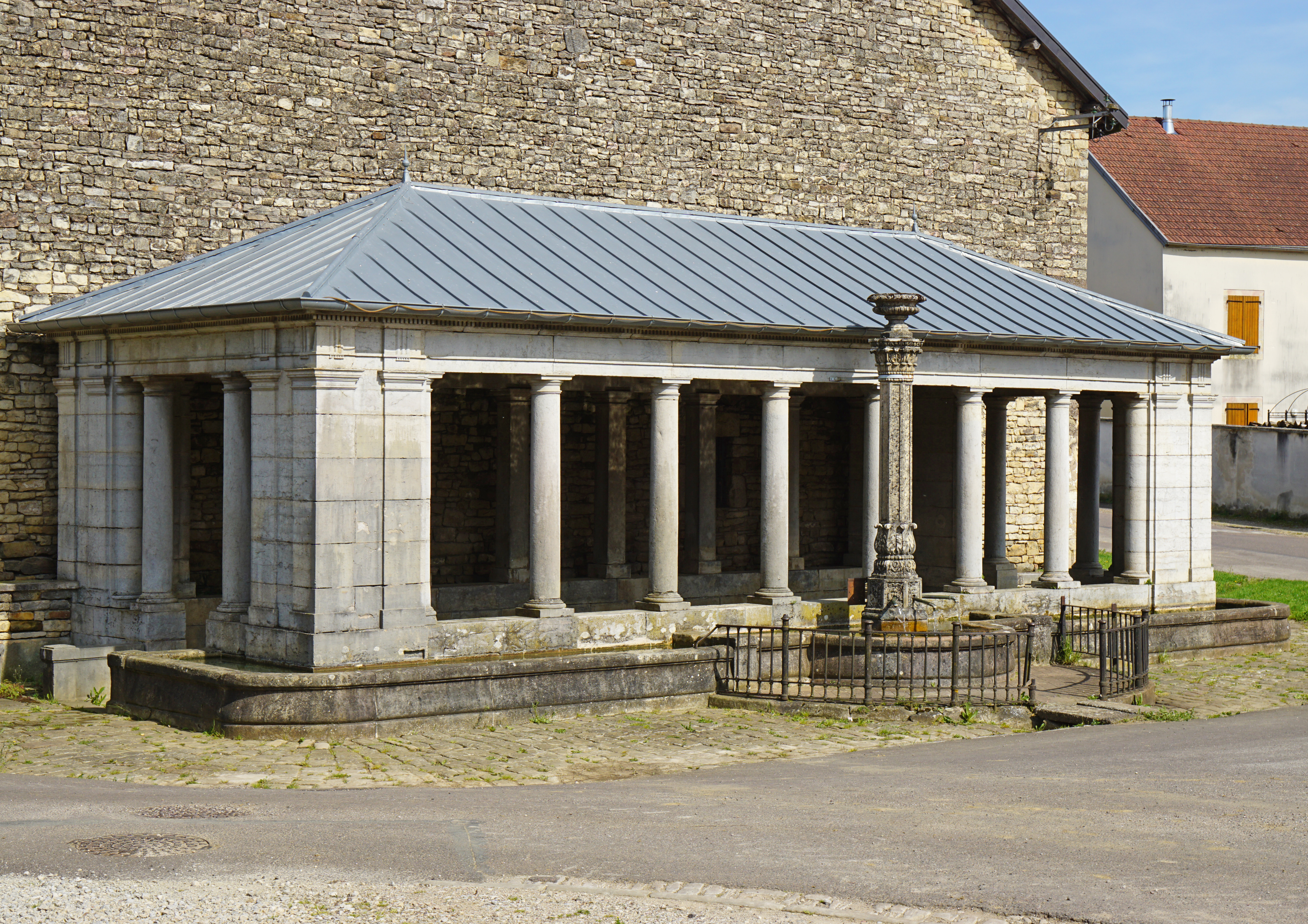
Lavoir du centre à Mollans.

- La Côte[2] ;
- Saulx (1865) ;
- Noroy-le-Bourg (1878-1880)[3] ;
- Magny-Danigon (1869) ;
- Ronchamp (Notre-Dame du Bas).

### Fontaines-lavoirs
- Citers (1879)[4]
- Mollans (1849)[5] ;
- Noroy-le-Bourg (1866)[6] ;
- Borey (1863)[7].

### Mairies-lavoir
- Belmont (1881)[8].

### Mairies
- Noroy-le-Bourg (1862-1865)